# Fulton, Texas
Fulton là một thị trấn thuộc quận Aransas, tiểu bang Texas, Hoa Kỳ. Năm 2010, dân số của thị trấn này là 1358 người.

## Dân số
- Dân số năm 2000: 1553 người.
- Dân số năm 2010: 1358 người.